# 神話紀元
《神话纪元》是一款由成都暴风图腾工作室开发的游戏，原先预定于2013年上市，在2016年抢先于欧美开放测试。2019年1月1日正式上架Steam。